# Litorale della Baia del Re
Litorale della Baia del Re este o arie protejată (arie specială de conservare — SAC, sit de importanță comunitară — SCI) din Italia întinsă pe o suprafață de 17 ha, integral pe uscat.

## Localizare
Centrul sitului Litorale della Baia del Re este situat la coordonatele 43°52′27″N 12°58′25″E / 43.874167°N 12.973611°E.

## Înființare
Situl Litorale della Baia del Re a fost declarat sit de importanță comunitară în iunie 1995 pentru a proteja 3 specii de animale. Situl a fost protejat și ca arie specială de conservare în decembrie 2016.

## Biodiversitate
Situată în ecoregiunea continentală, aria protejată conține 6 habitate naturale: Vegetație anuală la limita mareei, Dune mobile cu vegetație embrionară, Recifuri, Dune mobile de-a lungul țărmului cu Ammophila arenaria („dune albe”), Dune cu vegetație ierboasă Malcolmietalia, Dune cu vegetație ierboasă Brachypodietalia cu specii anuale.
La baza desemnării sitului se află mai multe specii protejate de  păsări (3): sfrâncioc roșiatic (Lanius collurio), Phalacrocorax carbo sinensis, corcodel mare (Podiceps cristatus)
Pe lângă speciile protejate, pe teritoriul sitului au mai fost identificate 9 specii de plante, 1 specie de păsări, 2 specii de reptile.